# Perdidos na Tribo (Brasil)
Perdidos na Tribo é um reality show brasileiro produzido pela Eyeworks e exibido pela Rede Bandeirantes desde 13 de abril de 2012 apresentado por Débora Vilalba. No programa três famílias abandonam suas vidas civilizadas para viver nas tribos mais antigas do mundo e se forem aceitos por essas tribos ganham uma grande quantia em dinheiro e se não forem aceitos saem do programa de mãos vazias. O programa é uma adaptação internacional do "Ticket To The Tribes". Sua última exibição da primeira temporada ocorreu no dia 15 de junho de 2012.

## Sinopse
Nessas tribos os familiares tem que conviver e aprender uma cultura totalmente diferente com atividades, idiomas, roupas e uma série de outras coisas totalmente diferentes. Entre essas atividades estão rituais de sacrifício animal, grandes caçadas, mudança de estilo (roupas, cabelo, costumes) e lugares com pouca condição de vida, muito calor e frio, trabalhos manuais pesados, etc..
O reality show da Bandeirantes é transmitido logo após a reprise do programa Pânico na Band.
O programa tem dado boas audiências a Band, ficando normalmente em 4º lugar no Ibope ficando atrás de TV Globo, Record e SBT. A atração foi sucesso em vários países como Bélgica, Alemanha, Espanha, Argentina, Portugal, Holanda, Noruega, Nova Zelândia e Austrália.

## 1ª temporada
Inicialmente o programa teria estreia em 23 de março de 2012. Na primeira temporada participam as tribos Mentawai da Indonésia, Himba da Namibia e Hamer da Etiópia. As três famílias escolhidas foram as Menendez (Himba), Oliva (tribo Mentawai) e Sackiewicz (tribo Hamer).
A família Sackiewicz tem 5 integrantes, a família Oliva tem 4, e a família Menendez teria 5 participantes se não fosse a desistência da mãe da família antes deles embarcarem nessa viagem a uma aventura totalmente diferente do que essas famílias vivem no Brasil.
As famílias ficaram 21 dias nas tribos. Todas as famílias foram aceitas pelas suas devidas tribos ganhando cada uma cerca de oitenta mil reais.